# アンダマン海

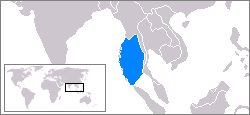
アンダマン海の位置

アンダマン海（アンダマンかい、英語: Andaman Sea、タイ語: อันดามัน、ビルマ語: မြန်မာပင်လယ်、マレー語:Laut Andaman、インドネシア語:Laut Andaman、アチェ語:Laôt Andaman、ヒンディー語: अंडमान सागर、ベンガル語:আন্দামান সাগর）は、インド洋の縁海で、マレー半島とアンダマン諸島、ニコバル諸島との間の海。
約1200kmの海岸線、650kmの東西の幅、797,700km2の海面、平均870メートルの深さを有する。最深部は3,777メートル。風光明媚なことで知られ、周辺の島々や海岸にはリゾート地が建設され、マリンスポーツが盛んである。著名なリゾート地としては、南東部にプーケット島やランカウイ島がある。
北部はマルタバン湾となり、南部はマラッカ海峡に接続する。西部のアンダマン諸島、ニコバル諸島の他、東部のミャンマー沿岸にはベイッ諸島がある。

## 形成

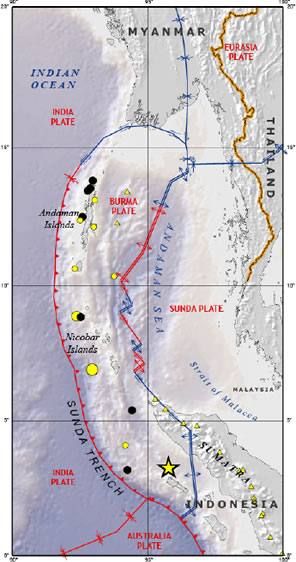
アンダマン海の地質構造

アンダマン海が出来たのは3、4百万年前であるとされている。ユーラシアプレートの一部であったスンダとビルマと言う2つのマイクロプレートが、インドプレートのユーラシアプレートへの衝突を機にこの頃トランスフォーム断層を形成したことで海洋底が拡大した。現在、アンダマン諸島に唯一の活火山があるが、これはインドプレートがスンダ海溝を境にアンダマン諸島の下に潜りこんでいるために生じたマグマの活動である。